# Xã Saline, Quận Ste. Genevieve, Missouri
Xã Saline (tiếng Anh: Saline Township) là một xã thuộc quận Ste. Genevieve, tiểu bang Missouri, Hoa Kỳ. Năm 2010, dân số của xã này là 970 người.